# Ashram

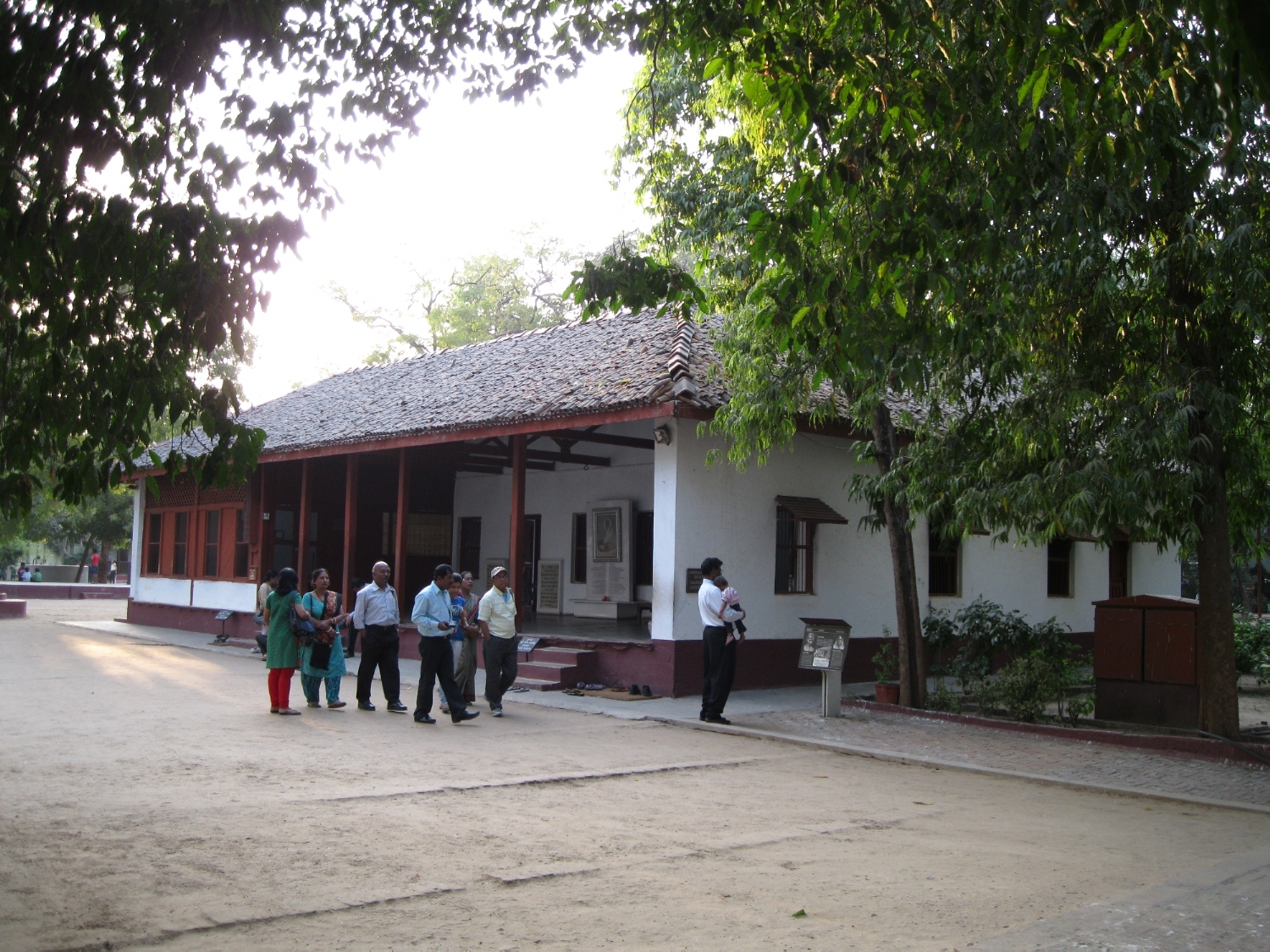
Satyagraha Ashram, em Sabarmati, em Ahmedabad, na Índia, onde Mahatma Gandhi morou por doze anos

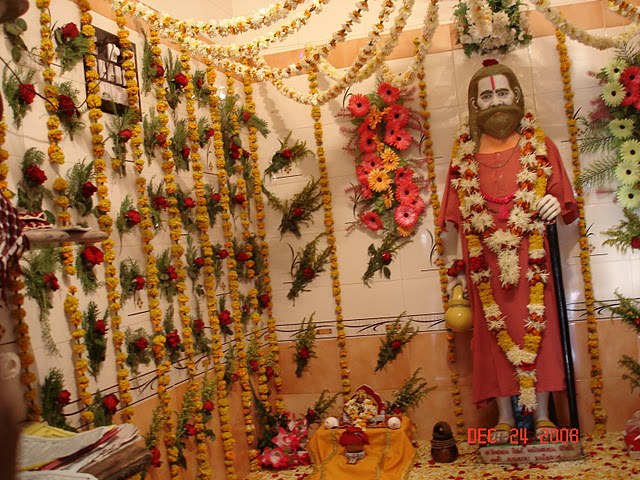
Dayaram Ashram, em Nanadiya, em Gujarat, na Índia

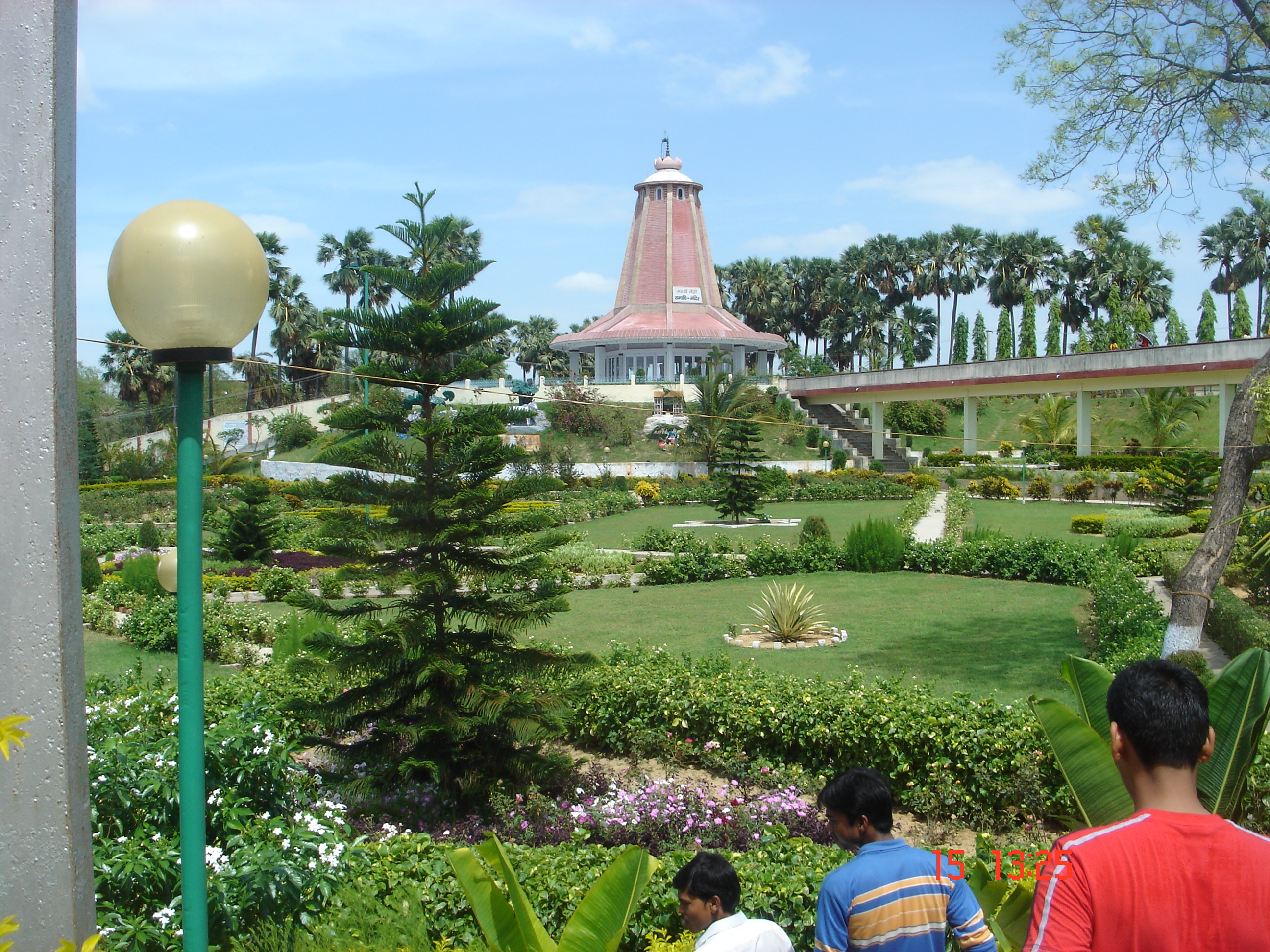
Kuppaghat Ashram, em Biar, na Índia

Ashram, na antiga Índia, era um eremitério hindu onde os sábios viviam em paz e tranquilidade no meio da Natureza. Hoje, o termo ashram é, normalmente, usado para designar uma comunidade formada intencionalmente com o intuito de promover a evolução espiritual dos seus membros, frequentemente orientado por um místico ou líder religioso.

## Etimologia
A palavra ashram deriva do termo sânscrito aashraya, que significa "proteção".

## Descrição
Tradicionalmente, os ashrams situavam-se afastados de habitações, em florestas ou regiões montanhosas, no meio de amenos ambientes naturais propícios à instrução espiritual e à meditação. Exercícios espirituais e físicos, bem como várias formas de Ioga, são práticas regulares dos residentes de um ashram. Também eram executados alguns sacrifícios e penitências, como Yajnas. Muitos ashrams também serviam como Gurukuls ou escolas residenciais para crianças.
Os ashrams foram um símbolo poderoso ao longo da história e teologia hindus. A maioria dos chefes hindus até a Idade Média ficou conhecida por ter tido um sábio que aconselhava a família real em assuntos espirituais, ou em tempos de crise, e que era chamado rajguru (que, literalmente, se traduz por "mestre real"). Um imperador cansado do mundo que vai para um ashram com gurus e que, aí, encontra consolo e tranquilidade, é um dos motivos geralmente usados em muitos contos populares e lendas da antiga Índia.
Por vezes, o objectivo de uma peregrinação ao ashram não era a tranquilidade, mas sim obter um pouco de instrução em alguma arte, especialmente a da guerra. No Mahabharata, o deus Krishna, na sua juventude, entra para o ashram do sábio Sandiipanii para conseguir conhecimento intelectual e sobre assuntos espirituais.
Às vezes, a palavra ashram é usada como sinónimo de matha, mas os mathas são, geralmente, mais hierárquicos e rígidos que os ashrams, pertencendo a antigas ordens de sadhus hindus (aqueles que ainda estão à procura de realização, ao invés dos Rishis, que já a encontraram).
Muitos ashrams têm sido fundados na Índia no século XX, com notabilidade para o Sabarmati Ashram, em Ahmedabad, que serviu como sede a Mahatma Gandhi durante a longa luta pela independência da Índia, e o Aurobindo Ashram, fundado em Pondicherry por Aurobindo Ghosh, o revolucionário de Bengala convertido em místico hindu.